# Bramsnæs Vig
Bramsnæs Vig er en bugt i Isefjorden afgrænset mod vest af halvøen Bramsnæs og mod syd og øst af Sjælland.
I den nordøstlige afgrænsning ligger Ejby med Ejby Havn.
En lille tange, Koholm, stikker ud i den sydlige del af vigen.
Vigen tilhører Lejre Kommune.
Området omkring Bramsnæs Vig er fredet som "Ryegård Gods og omegn".
Der er badebro ved vejen Nagels rende i Ejby.

## Eksterne link
- Udsigt over Bramsnæs Vig